# M606 motorway
Der M606 motorway (englisch für Autobahn M606) ist eine 5 km lange Stichautobahn in England, die den M62 motorway seit 1973 in nördlicher Richtung mit dem Zentrum von Bradford verbindet.